# 991 McDonalda
A 991 McDonalda (ideiglenes jelöléssel 1922 NB) a Naprendszer kisbolygóövében található aszteroida. Otto Struve fedezte fel 1922. október 24-én.